# Bernhard Zwißler
Bernhard Christian Georg Zwißler (* 4. April 1960) ist ein deutscher Facharzt für Anästhesiologie und Direktor der Klinik für Anästhesiologie am LMU Klinikum.

## Leben
Zwißler studierte von 1978 bis 1984 Medizin an der Ludwig-Maximilians-Universität München (LMU). Er promovierte 1986 und habilitierte sich 1993 mit einer Arbeit über das Lungenversagen. Von 1997 bis 2003 hatte er eine C3-Professur an der LMU und dann bis 2007 eine C4-Professur an der Goethe-Universität Frankfurt am Main inne. Im selben Jahr nahm er eine W3-Professur an der LMU an. Er ist Direktor der Klinik für Anaesthesiologie am LMU Klinikum. Zwißler ist aktuell (2021/22) Generalsekretär der Deutschen Gesellschaft für Anästhesiologie und Intensivmedizin (DGAI).
Er betätigt sich u. a. als Fachbuchautor und ist seit 2005 Mitglied der Nationalen Akademie der Wissenschaften Leopoldina.

## Preise
- 1993: Karl-Thomas-Preis der Deutschen Gesellschaft für Anästhesiologie und Intensivmedizin (DGAI)
- 1998: Preis für herausragende Leistungen in der Lehre, verliehen von der Gesellschaft der Freunde und Förderer der Universität München an die Harvard-Munich Medical Education Alliance

## Werk (Auswahl)
- Als Herausgeber mit: Rolf Roissant, Christian Werner, Kristin Engelhard: Chirurgie für Anästhesisten. Operationsverfahren kennen – Anästhesie optimieren. Springer Verlag, Berlin 2021, ISBN 978-3-662-53337-6.